# Pteranodon
Pteranodon (iz grščine πτερ- »krilo« in αν-οδων »brezzobi«) spada v red izumrlih letečih plazilcev. Kljub svoji zastrašujoči podobi letečega zmaja, so se pteranodoni hranili z ribami. Ogromen, pticam podoben pteranodon je bil uvrščen v red letečih kuščarjev, ki zajema skupino malih, vrabcem podobnih bitij, ter ogromne živali, ki so se hranile z mrhovino in imele razpon kril tudi 12 metrov. Znanstveniki so o teh bitjih vedeli zelo malo.
Prve fosile pteranodona so našli v zahodnem Kansasu v nasipinah apnenca v zgornji kredi, pred približno 80 milijoni let. To je edino nahajališče fosilov, saj je žival živela ob morskih obalah in bližnji okolici.

## Karakteristične značilnosti
Prvi fosilni ostanki pteranodona so delovali tako veliki, da so ljudje mislili, da je to bitje ustvaril hudič. Njegov razpon kril je znašal 7 metrov, telo pa je bilo zelo majhno in vpadljivo, saj je bilo velikosti purana. Kljun je imel zelo dolg in brez zob. Na zadnjem delu glave je imel koščen izrastek, ki je številnim primerkom povečal in podvojil velikost glave. Tako je ptica izravnala težo kljuna in zmanjšala obremenitev mišic zatilja. Žival je bila v zraku bolj aerodinamična. Telo je pokrival gost kožuh in krila so bila tako dolga, da jih pteranodon ni mogel popolnoma zložiti.
Kljub uvrstitvi med plazilce je bil pteranodon bolj podoben netopirju, posebno po zgradbi kril. Kot mnogo letečih bitij je imel tudi pteranodon votle kosti, kar je naredilo ogrodje lahko in omogočilo dobro delovanje dihalnega sistema. Zrak je brez težav prispel v pljuča in dihalne poti. Žival je bila toplokrvna, kar je značilno za vse vrste letečih živali, ki morajo čim hitreje dobiti energijo za let iz použite hrane. Plazilci imajo majhne možgane, kljub temu pa jih je imel pteranodon zelo dobro razvite, posebej v predelu, ki je usmerjal gibe, vid in ravnotežje.

## Prehranjevanje
Brez dvoma se je pteranodon hranil z ribami, ki jih je lovil nad morjem blizu obale. V njegovi ogromni raztegljivi kožni vreči so res našli 2 ribi, ki sta bili okamneli, kar je potrdilo domnevo znanstvenikov.
Ko je pteranodon iskal hrano nad morjem in lovil ribe, ki so se zadrževale v bližini površja vode je ves čas letel s široko razpetimi krili in kljunom obrnjenim navzdol.

## Razmnoževanje
Vse kar je znano o razmnoževanju pteranodona, so le domneve znanstvenikov na osnovi fosilov. Verjetno so se skotili mladiči nerazviti ali pa se izvalili iz jajc, kot pri pticah, kar ni točno znano.
V vsakem primeru so bili mladiči popolnoma odvisni od matere, saj jih je morala greti in hraniti, da so lahko preživeli. Obenem pa jih je morala naučiti leteti. Ko so se izvalili iz jajc, so bili verjetno pokriti s kožuhom in grela jih je mati s svojo telesno temperaturo. Verjetno je mati valila, oče pa je skrbel za hrano celega legla. Znanstveniki domnevajo, da so ptice živele v paru vse življenje. Čisto točno ni dognano, sklepajo pa na osnovi današnjega obnašanja ptic.

## Način življenja
O načinu življenja pteranodona je malo znanega. Z novimi raziskavami so ugotovili, da je pteranodon znal leteti in bil sposoben določenih obratov v zraku, čeprav ni imel tako dobro razvitega krmilnega sistema, kot ga imajo današnje ptice. Tudi vzdržljivosti današnjih ptic ni poznal, zato so bili njegovi leti kratki.
Moral pa je biti dober jadralec, saj je imel velik razpon kril in lahko telo, zato se je lahko dvignil v višino brez težav. Njegova hitrost letenja je bila 24km/h, tudi v smeri vetra. Mogoče je živel celo na morju, saj so bile skalne obale idealen vzletni prostor.